# Давыдково (Псковская область)
Давы́дково — деревня в Новоржевской волости Новоржевском районе Псковской области России. Численность населения деревни к концу 2000 года составляет 5 человек.

## География
Расположена в центральной части региона, в зоне хвойно-широколиственных лесов, в 163 км (по шоссе) на юг от Пскова.
На 2021 год в Давыдково улиц и переулков не числится.
Высота центра селения над уровнем моря — 147 м.

## Климат
Климат характеризуется как умеренно континентальный, влажный. Среднегодовая температура воздуха — 4,6 °С. Средняя многолетняя температура самого холодного месяца (января) составляет −7,8 °С, средняя температура самого тёплого (июля) — +17,4 °С. Продолжительность безморозного периода составляет около 135 дней. Среднегодовое количество осадков — 585 мм. Снежный покров держится в течение 110 дней.

## История
Входила до 2015 года в состав Жадрицкой волости.

## Население
| 2001 | 2002 | 2010 |
| ---- | ---- | ---- |
| 5    | →5   | ↘4   |

### Национальный состав
Согласно результатам переписи 2002 года, в национальной структуре населения русские составляли 100 %.

## Инфраструктура
Было личное подсобное хозяйство.

## Транспорт
Лесная дорога.